# Галифакс (Англия)
Га́лифакс (англ. Halifax) — город в Англии, в графстве Уэст-Йоркшир. Административный центр метрополитенского района Колдердейл.
Население города — 82 тыс. жителей (2001). Начиная с XV века город известен производством шерсти. Название города происходит от древнеанглийских слов holy (святой) и face (лицо), так как, по здешней легенде, после казни Иоанна Крестителя его голова была захоронена в этой местности.
Галифакс — родной город для таких тяжеловесов метал-музыки, как группы Paradise Lost и My Dying Bride. Место рождения известного певца Эда Ширана.

## Города-побратимы
- Ахен